# Шанчжи
Шанчжи́ (кит. упр. 尚志, пиньинь Shàngzhì) — городской уезд города субпровинциального значения Харбин провинции Хэйлунцзян (КНР).

## История
В 1927 году в этих местах были образованы уезды Чжухэ (珠河县) и Вэйхэ (苇河县) провинции Гирин.
В 1931 году Маньчжурия была оккупирована японскими войсками, а в 1932 году было образовано марионеточное государство Маньчжоу-го. В 1934 году было введено деление Маньчжоу-го на 15 провинций и 1 особый город, и уезды Чжухэ и Вэйхэ оказались в составе провинции Биньцзян.
В 1945 году Маньчжурия была освобождена Советской армией. После войны правительство Китайской Республики приняло программу нового административного деления Северо-Востока, и уезды Чжухэ и Вэйхэ оказались в составе провинции Сунцзян.
В 1946 году ради увековечивания памяти о герое антияпонской борьбы Чжао Шанчжи, погибшего в этих местах в 1942 году, уезд Чжухэ был переименован в уезд Шанчжи. В марте 1948 года уезд Вэйхэ был присоединён к уезду Шанчжи.
После образования КНР новое правительство тоже взялось за административный передел Северо-Востока, и в 1954 году провинция Сунцзян была ликвидирована, а её земли вошли в состав провинции Хэйлунцзян.
В 1988 году указом Госсовета КНР уезд Шанчжи был расформирован, а на его месте образован городской уезд. В 1996 году городской уезд Шанчжи был переведён из подчинения правительству провинции Хэйлунцзян в подчинение властям Харбина.

## Административное деление
Городской уезд Шанчжи делится на 10 посёлков, 5 волостей и 2 национальные волости.
| №  | Название     | Название (кит.) | Статус      | Население чел. (2010) | На карте                         |
| -- | ------------ | --------------- | ----------- | --------------------- | -------------------------------- |
| 1  | Шанчжи       | 尚志镇          | поселок     | 131006                | 45°12′42″ с. ш. 127°58′06″ в. д. |
| 2  | Ябули        | 亚布力镇        | поселок     | 46546                 | 44°56′02″ с. ш. 128°36′22″ в. д. |
| 3  | Вэйхэ        | 苇河镇          | поселок     | 46365                 | 44°56′52″ с. ш. 128°23′10″ в. д. |
| 4  | Имяньпо      | 一面坡镇        | поселок     | 34086                 | 45°03′35″ с. ш. 128°04′25″ в. д. |
| 5  | Чаншоу       | 长寿乡          | волость     | 28171                 | 45°16′12″ с. ш. 127°56′02″ в. д. |
| 6  | Маоэршань    | 帽儿山镇        | поселок     | 26557                 | 45°16′30″ с. ш. 127°30′36″ в. д. |
| 7  | Лянхэ        | 亮河镇          | поселок     | 25711                 | 45°09′42″ с. ш. 128°45′44″ в. д. |
| 8  | Уцзими       | 乌吉密乡        | волость     | 23365                 | 45°13′13″ с. ш. 127°50′05″ в. д. |
| 9  | Юаньбао      | 元宝镇          | поселок     | 23107                 | 45°15′31″ с. ш. 128°16′22″ в. д. |
| 10 | Цинъян       | 庆阳镇          | поселок     | 20959                 | 45°21′57″ с. ш. 128°47′30″ в. д. |
| 11 | Маянь        | 马延乡          | волость     | 20362                 | 45°08′20″ с. ш. 128°02′24″ в. д. |
| 12 | Хэйлунгун    | 黑龙宫镇        | поселок     | 20196                 | 45°25′52″ с. ш. 127°53′40″ в. д. |
| 13 | Лаоцзецзи    | 老街基乡        | волость     | 17244                 | 44°58′15″ с. ш. 127°57′42″ в. д. |
| 14 | Шитоухэцзы   | 石头河子镇      | поселок     | 15868                 | 44°52′12″ с. ш. 128°41′14″ в. д. |
| 15 | Чжэньчжушань | 珍珠山乡        | волость     | 14776                 | 44°53′42″ с. ш. 128°20′11″ в. д. |
| 16 | Хэдун        | 河东乡          | нац.волость | 11910                 | 45°15′25″ с. ш. 128°02′02″ в. д. |
| 17 | Юйчи         | 鱼池乡          | нац.волость | 8202                  | 44°55′51″ с. ш. 128°45′41″ в. д. |

## Экономика
Важное значение имеет туризм, особенно горнолыжный курорт Ябули.

## Транспорт
Через городской уезд проходит государственное шоссе Годао 301.

## Достопримечательности
- Мемориальный парк генерала Чжао Шанчжи[4]
- Горнолыжный курорт Ябули.
- Музей каллиграфии.